# Eurovea

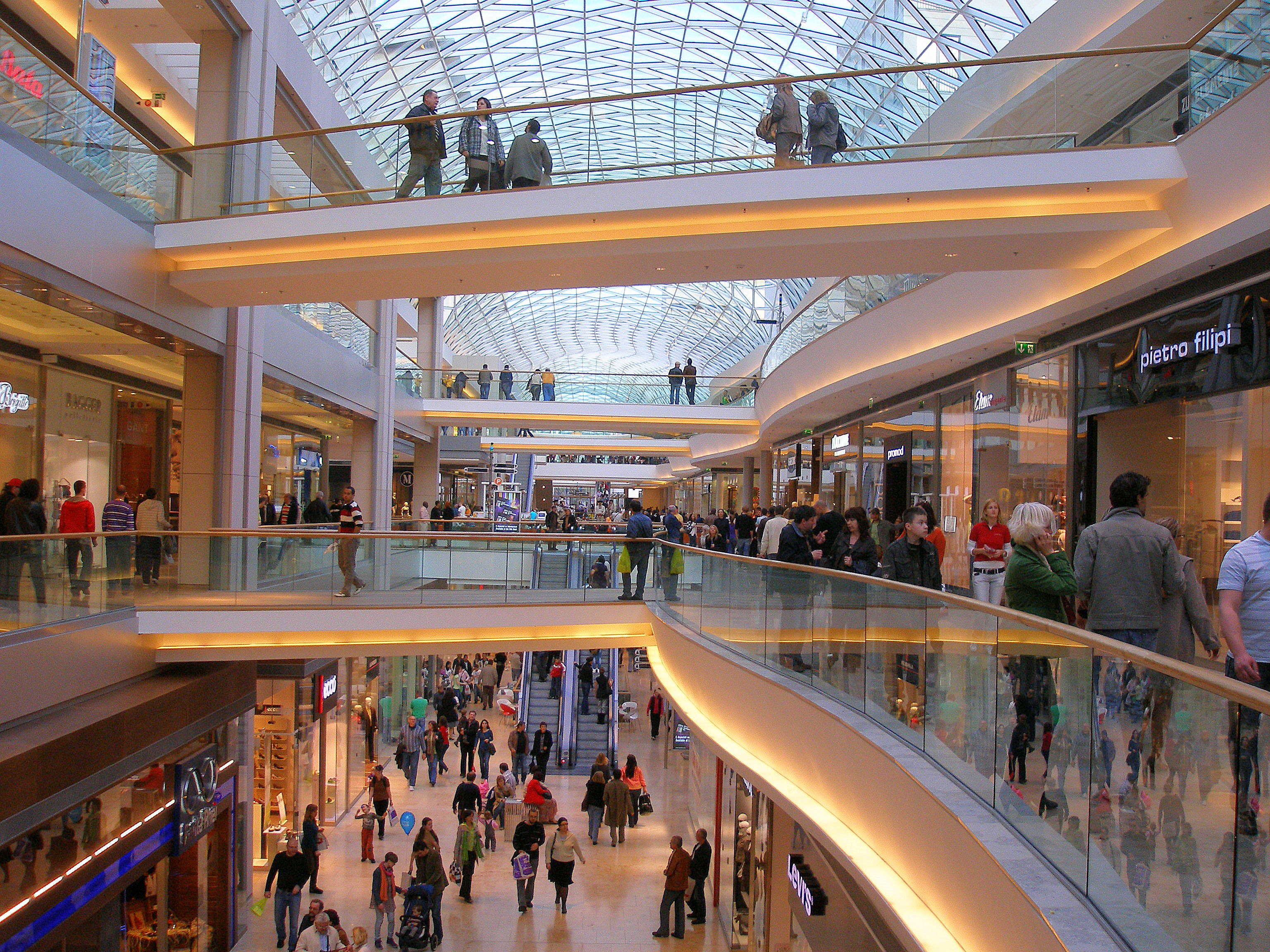
Interiér nákupního centra Eurovea Galleria

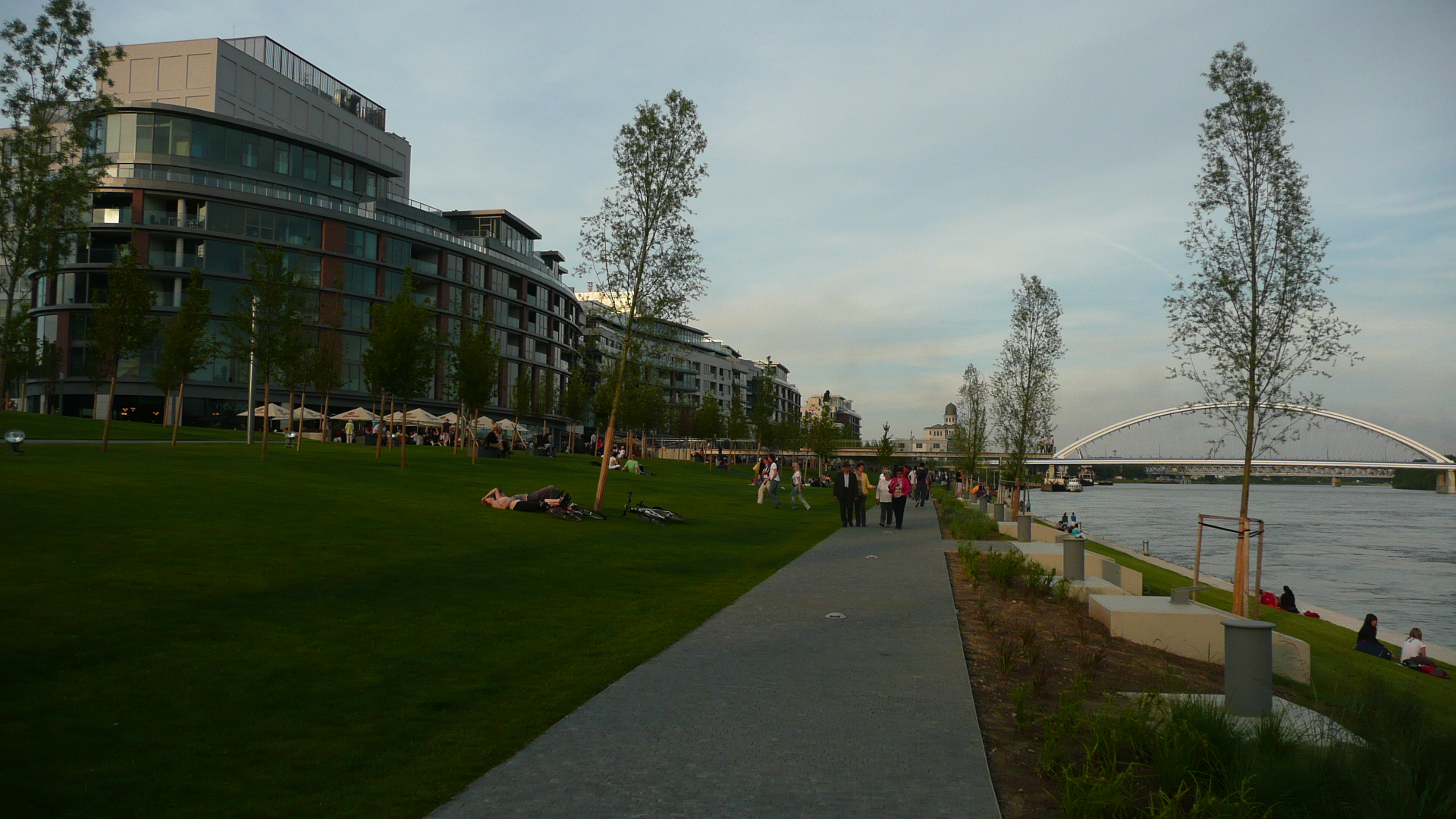
Promenáda na břehu Dunaje

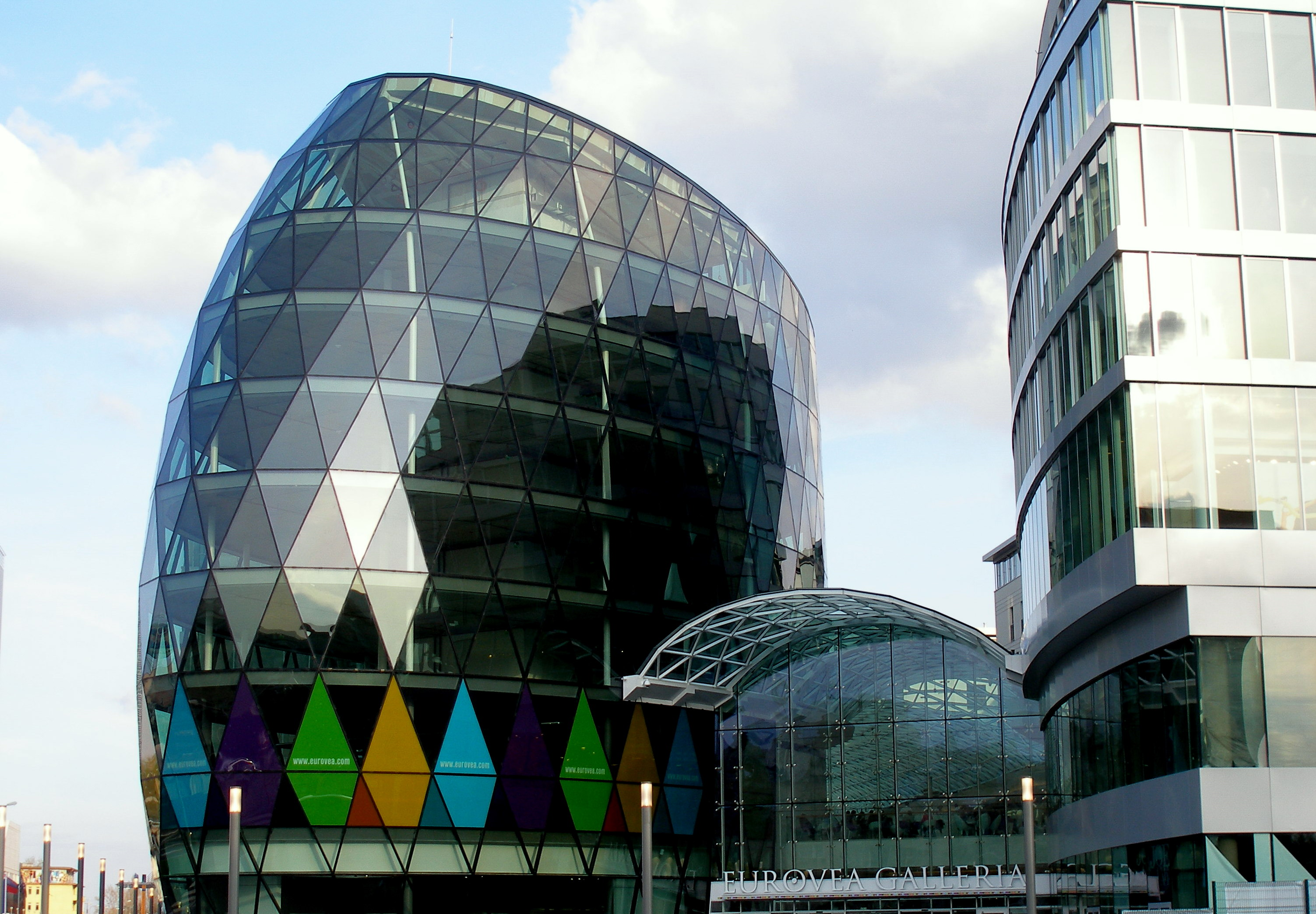
Eurovea - centrální „vejce“

Eurovea je název bratislavského obchodního centra, které leží na levém břehu Dunaje, v blízkosti mostu Apollo a budovy Tower 115. Eurovea spojuje nábřeží s centrem města. Projekt zahrnuje i kancelářské prostory, byty, hotel i největší podzemní parkoviště. Téměř dvě třetiny plochy Eurovey budou tvoří zeleň a veřejná prostranství.
V červenci 2006 se začalo pracovat na první fázi projektu, která na celkové ploše 230 tisíc m² vytvoří 60 000 m² obchodních prostor a zařízení pro volný čas a zábavu a na rozloze dalších více než 60 000 m² kancelářské prostory, hotel a byty. Projekt se bude rozprostírat okolo nového náměstí a bude zahrnovat nábřežní park a terasy. První fáze by byla dokončena začátkem roku 2009.
Druhá fáze projektu měla zahrnovat výškové kancelářské budovy a dodatečné hotelové kapacity a obchody, no po dohodě s městem byla celá stavba značně snížena a dosahuje výšky mezi 13 a 28 poschodími. Charakteru velkoměstské obchodní čtvrti, tzv. city, napomohou už schválené developerské projekty jako Zóna Chalupkova s věží vysokou 113 m, která bude situována naproti Slovenskému národnímu divadlu. Taktéž projekt Panorama City, který bude uskutečněn na území mezi Národním divadlem a Tower 115 a věží v Zóně Chalupkova. Jde o 2 věže, dvojčata vysoká 135 metrů s 39 podlažími. V sousedství jsou plánovány i další projekty. V okolí už stojí budovy na Mlynských Nivách (VÚB banka a CBC I) a budova Apollo 2. Takzvané „brown fields“ (bývalé průmyslové, v současnosti chátrající pozemky a objekty) se v dohledné době změní k nepoznání. Vznikne tak ucelená reprezentativní velkoměstská zástavba.
Celý projekt byl dokončen a otevřen v roce 2010. Kromě apartmánů a bytů jsou zde i kanceláře, Hotel Sheraton a obchodní centrum, které se může pyšnit největší souvislou skleněnou střechou ve střední Evropě. Od dokončení promenády se z ní stala nejoblíbenější rekreační část nejen pro obyvatele Bratislavy, ale i pro turisty.